# Nikolaikirche (Görlitz)

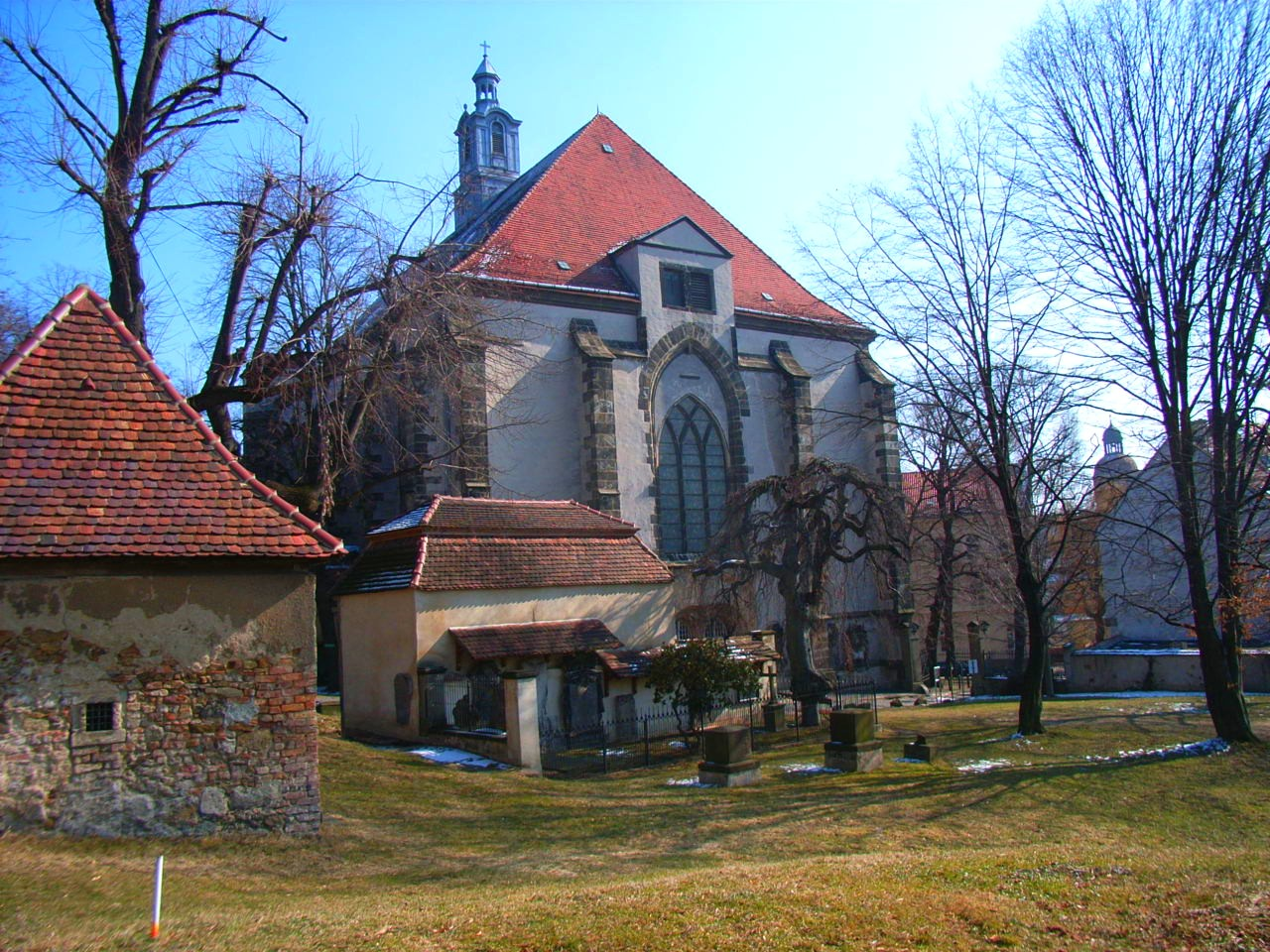
Nikolaikirche (Görlitz)

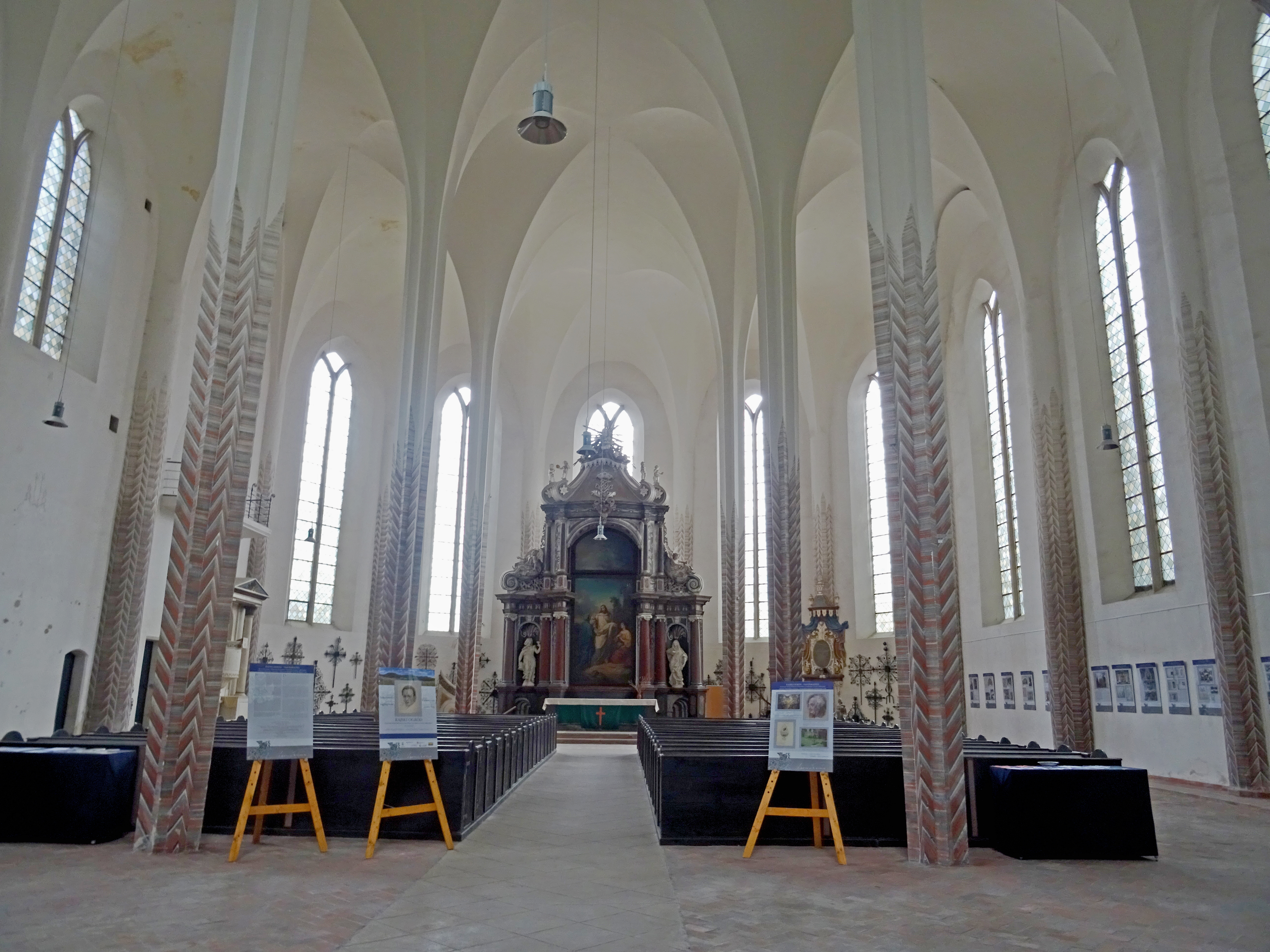
Innenansicht nach Osten zum Altar

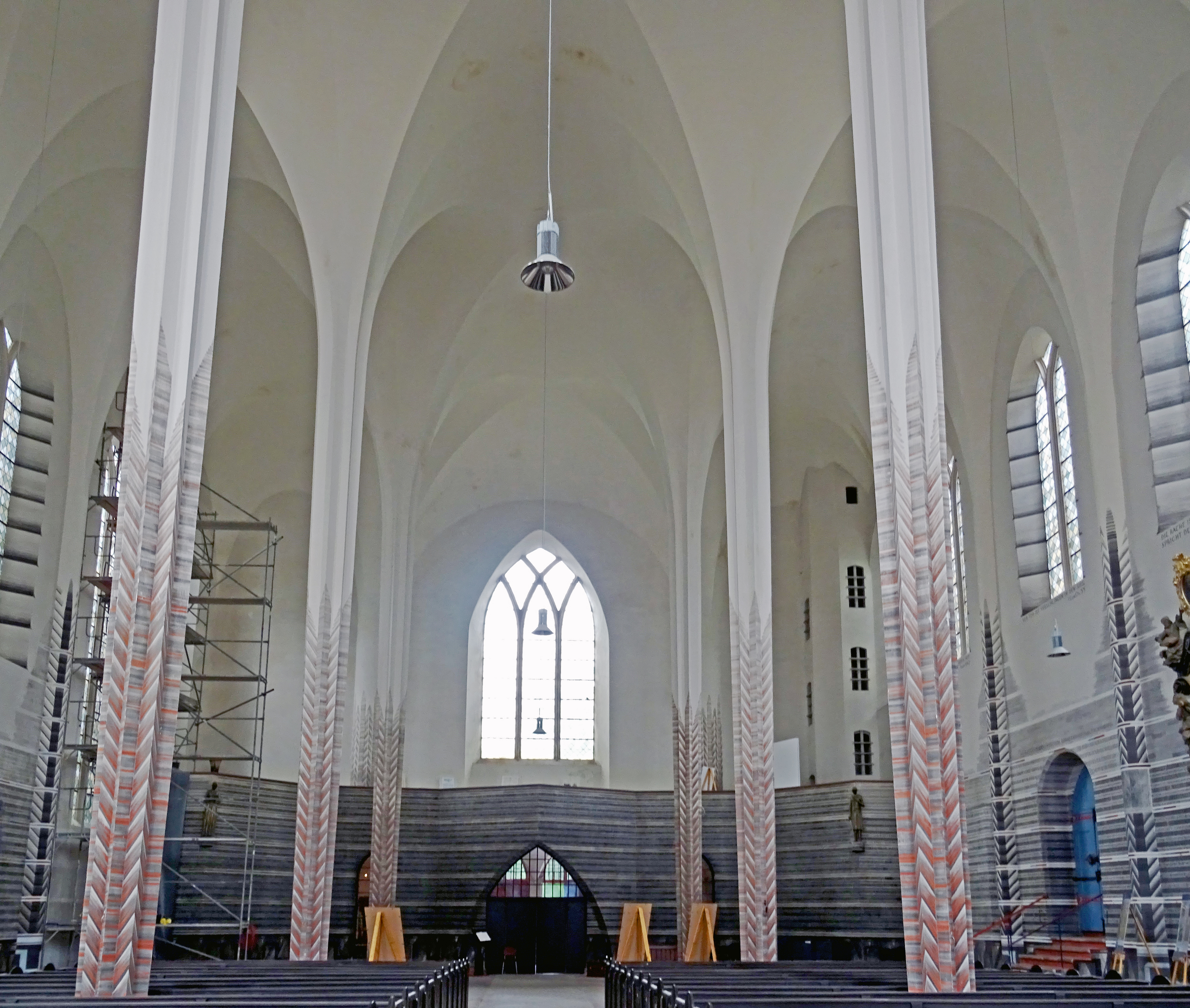
Innenansicht nach Westen

Die Nikolaikirche ist eine profanierte gotische Hallenkirche in Görlitz, der östlichsten Stadt Deutschlands. Sie ist umgeben vom Nikolaikirchhof und wird als Ausstellungs- und Gedenkraum genutzt. Eigentümer ist die Evangelische Kulturstiftung Görlitz.

## Geschichte
Die Vorgängerbauten des Gotteshauses waren immer wieder durch Brand und Kriegseinwirkungen zerstört worden, die ältesten Grundmauern lassen sich in die Zeit um das Jahr 1100 datieren. In den Jahren 1317 und 1372 wurde der Kirche durch Ablassbriefe Geld zur Verbesserung gegeben, zuletzt durch Verfügung von Bischof Nikolaus von Meißen. Die Kirche war bis 1372 die einzige Pfarrkirche der Stadt. 1426 arbeitete man „wiederum“ an der Kirche, bis die Hussitengefahr aufkam. Die Grundsteinlegung für das heutige Bauwerk erfolgte „mit großem Pompe“ am 15. Mai 1452, doch wurde mehr als ein halbes Jahrhundert wieder aufgrund der Hussitengefahr nicht weiter gebaut. Nach einer alternativen Darstellung konzentrierte man sich zulasten der Bauarbeiten bei St. Nikolai stattdessen auf die Peterskirche.
Im Jahr 1515 nahmen sich vermögende Bürger der Kirche an und spendeten für ihren Bau. Beispielsweise Hans Frenzel bezahlte 1500 Mark.
So wurde seit 1517 eine Erweiterung nach Westen durch Wendel Roskopf vorgenommen, die Weihe erfolgte am 8. Mai 1520. Der innere Ausbau „im Reformationszeitalter“ stagnierte aber wieder bis 1543. In diesem Jahr musste auch das einsturzgefährdete (bzw. auch zu hohe) Dach abgetragen werden; eine Neueindeckung wurde 1582 durchgeführt.
Das Bauwerk wurde 1642, während des  Dreißigjährigen Krieges durch Brand zerstört und bis 1649 wiederhergestellt. Nach erneutem Brand 1717 erfolgte der Wiederaufbau mit einer hölzernen, illusionistisch bemalten Flachdecke. Ein Dachreiter wurde 1786 erbaut.

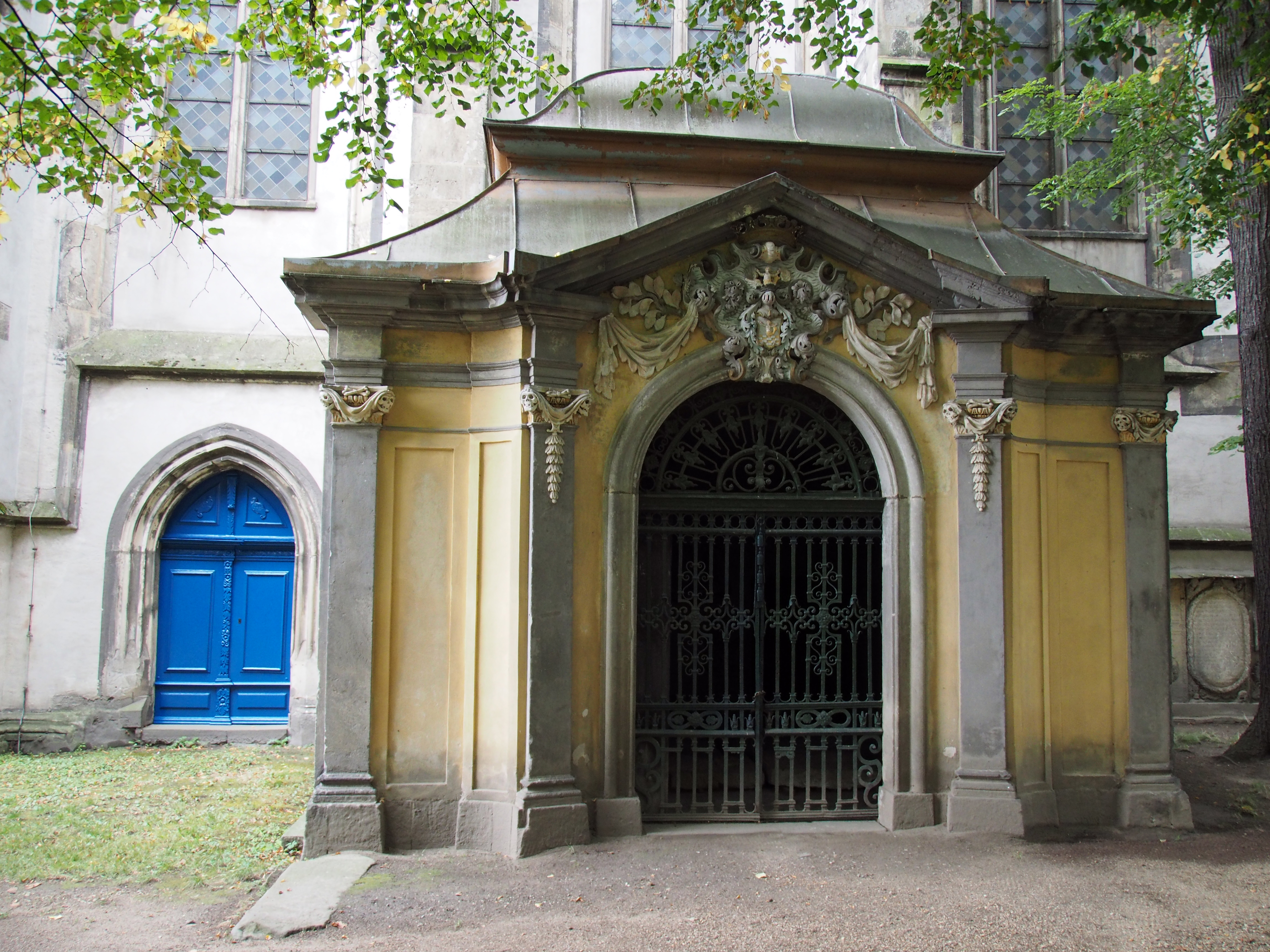
Emmerich’sche Gruft

Nach dem letzten Brand (1717) wurden auch die Grablegen der Familien Emmerich und Scholz von Schollenstern, die sich wohl schon vor dem Brand an gleicher Stelle befunden haben, erneuert. Die Emmerich’sche Gruft befindet sich nördlich der Kirche und wurde im Jahr 1721 neu erbaut, und die Gruft der Scholz von Schollensterns, südlich der Kirche, im Jahr 1727.
Schon vor dem Ersten Weltkrieg war das gotische Bauwerk erneut gefährdet. Der Plan, die Kirche in eine Gedenkstätte für die Gefallenen des Ersten Weltkriegs umzuwandeln, wurde 1925 realisiert. Der Kölner Architekt Martin Elsaesser gestaltete den Innenraum im Stil des Expressionismus neu. Die gotischen Pfeiler wurden abgerissen und durch schlanke Streben mit sternförmigem Querschnitt ersetzt, die barocke Holzdecke entfernt und stattdessen ein Rabitzgewölbe eingesetzt. Dadurch verschlechterte sich allerdings die Raumakustik, so dass die Kirche „für Rede und Musik gänzlich unbrauchbar“ wurde.
Die Ausmalung geschah nach Entwurf von Paul Schröder, Professor für dekorative Malerei an der Kölner Kunstgewerbeschule. Gemalte Bänder in nach oben heller werdenden Grautönen tragen die Namen, Dienstrang, Regiment und Todesdaten der Gefallenen des Ersten Weltkrieges. Die vom Kölner Schriftkünstler Andreas Nießen entworfenen, mit großem Arbeitsaufwand ausgeführten Schriftbänder bilden ein riesiges Epitaphium und korrespondieren mit der Farbfassung der Pfeiler.
Diese Umgestaltung wurde anfangs von Seiten des Provinzial-Konservators der Kunstdenkmäler Schlesiens, Ludwig Burgemeister, kritisiert. Demgegenüber verteidigte der Architekt in einem Brief an den preußischen Landeskonservator Robert Hiecke seine Gestaltung mit dem Hinweis, dass jede Kunstepoche die vorgefundenen Räume entsprechend ihren Vorstellungen umgestaltet habe.
Um das Jahr 1967 traten Schäden durch die zu schwache Innenkonstruktion auf. 
Die EKD stellte zwischen 1973 und 1975 die Summe von 724.000 D-Mark bereit, damit über ein Kirchenbauprogramm in der DDR dieselbe Summe in DDR-Mark für Sanierungs-Bauleistungen dieses Sakralbaus verfügbar war.
In den Jahren 1974–1976 wurde eine Außen- und Innenrestaurierung durchgeführt, bei der die Ausmalung von 1925 übertüncht wurde. Die Wiederherstellung wurde 2016 durch die Deutsche Stiftung Denkmalschutz gefördert. Die Gestaltung der Westempore blieb erhalten, die Schriftbänder an den Wänden werden schrittweise nach dem Zustand von 1926 restauriert.

## Architektur und Ausstattung
Die Hallenkirche von ursprünglich fünf Jochen mit Umgangschor aus fünf Seiten eines Zwölfecks ist mit Strebepfeilern umgeben und mit einem abgewalmten Satteldach abgeschlossen. Die breiten Spitzbogenfenster wurden später verkleinert. Das Westportal mit zwei spitzbogigen Eingängen und reich profiliertem Gewände erschließt das Bauwerk, von Süden führt das leicht spitzbogige Südportal mit ebenfalls reich profiliertem Gewände hinein. Dieses ist mit einem Sandsteinrelief der Kreuzigung versehen, welches von vollplastischen Sandsteinfiguren der Heiligen Nikolaus und Katharina flankiert wird. Der gesprengeartige Abschluss ist nur teilweise erhalten. An der Nordseite ist die modern umgebaute Sakristei angeordnet.
Das dreischiffige Innere wird durch ein expressionistisches Gewölbe auf acht Stahlbetonsäulen abgeschlossen, die anstelle der zwölf spätgotischen Achteckpfeiler eingebaut wurden. Die Westempore gehört ebenfalls der expressionistischen Neugestaltung an und ist mit zwei freiplastischen Figuren des Kölner Bildhauers Hans Wissel gestaltet, die einen Krieger mit gesenktem Schwert und eine trauernde Frau darstellen. Die Wandgestaltung von 1925 ist nur noch an der Westempore erhalten.
Von der barocken Ausstattung aus der Zeit nach 1717 ist der Altar erhalten. Das Altarbild mit einer Noli-me-tangere-Darstellung ist seitlich von Säulen und Engelsfiguren gerahmt und mit einem baldachinartigen Abschluss versehen.

Kirchenausstattung
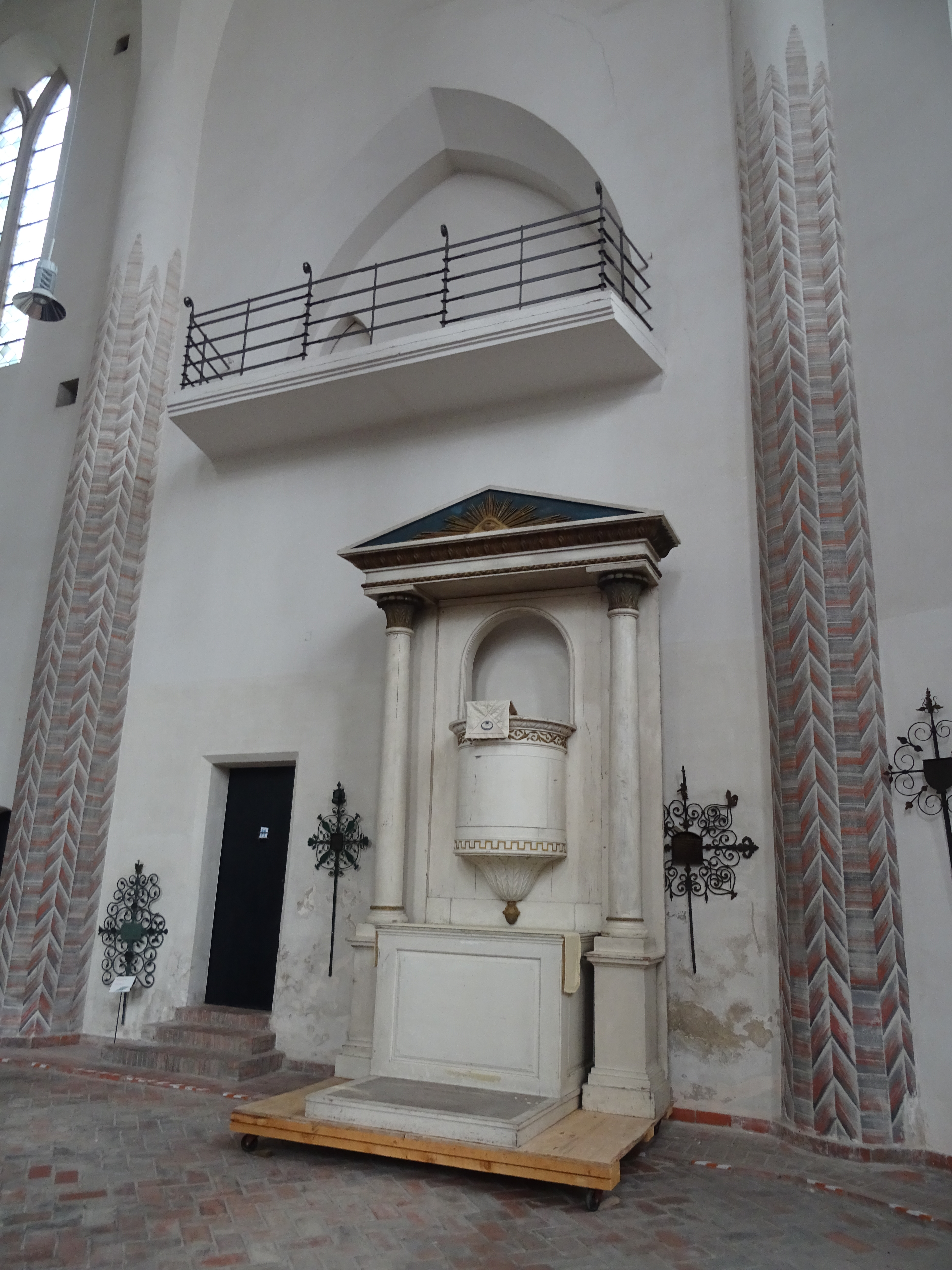
.
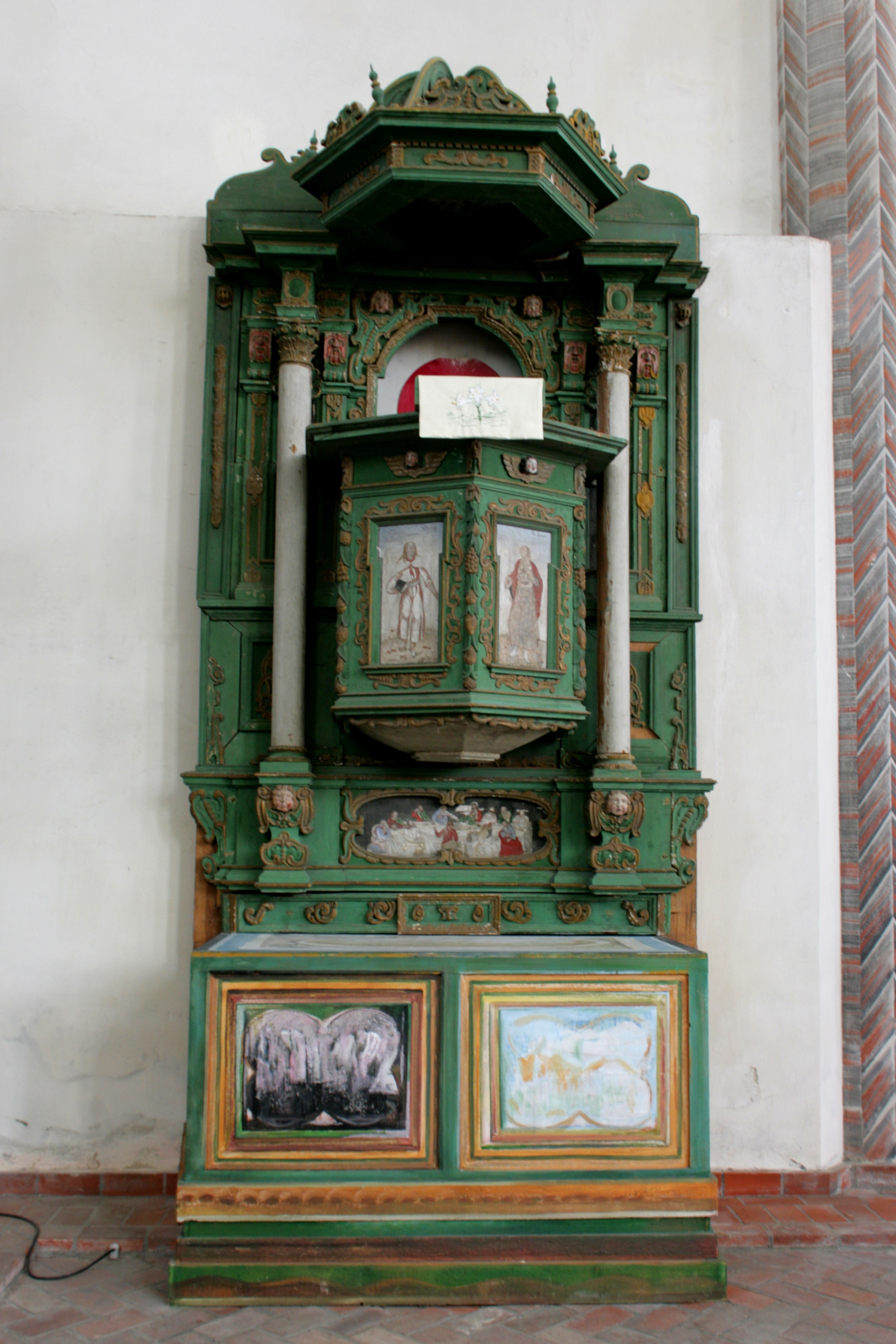
.
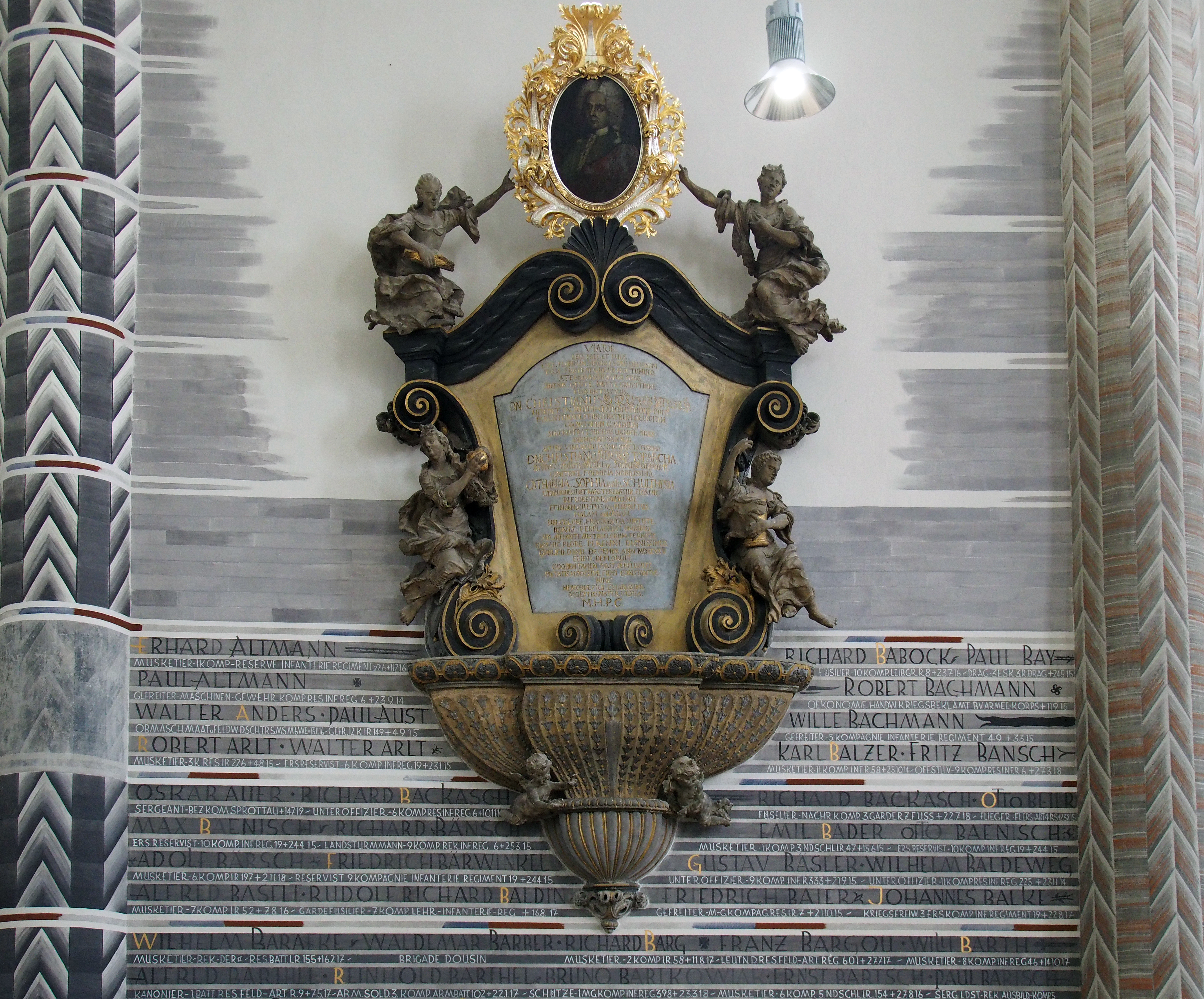
Epitaph und Schriftbänder
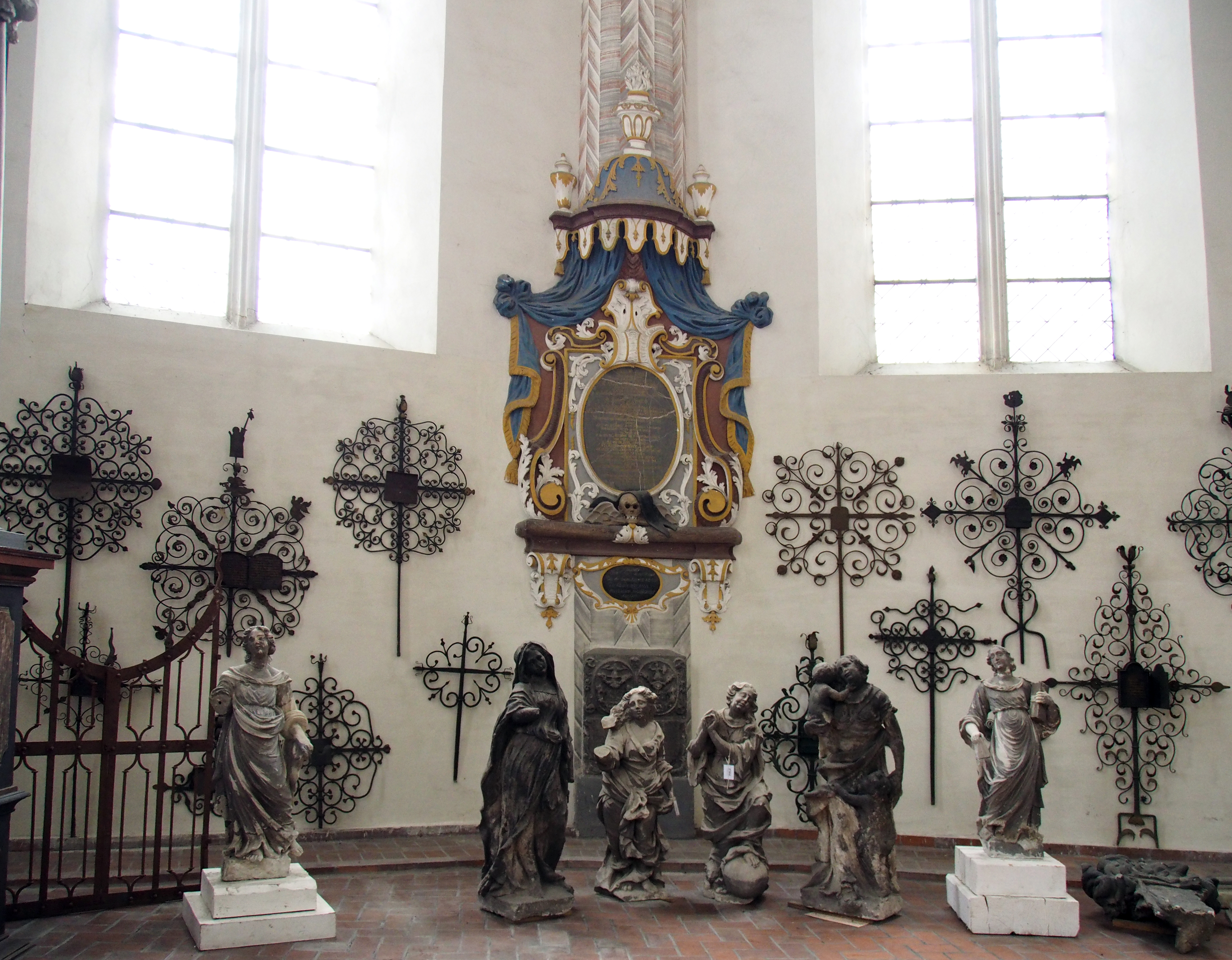
Epitaph und Schmiedeeiserne Kreuze